# Bäherden
Bäherden  est une ville et le centre administratif du district de Baherden, province d’Ahal, Turkménistan.
La ville de Bäherden se trouve dans la chaîne de montagnes Kopet-Dag, au sud-est du village de Arçman.

## Histoire
Après la conclusion de la bataille de Gökdepe en 1881, la région est devenu incorporée comme partie de la Russie. Vers la fin des années 1890, il y avait 789 habitants à Bäherden. Il y avait un gare sur la ligne de chemin de fer transcaspien. La ville de Bäherden est le centre administratif du district de Bäherden.

## Industrie
La cimenterie de Bäherden a été construit en 2005 avec une capacité de production d’un million de tonnes de ciment par an.